# مرجان ماركت
مرجان ماركت (أسيما سابقا) سلسلة متاجر مغربية، يرجع افتتاح أول متجر للسلسلة إلى سنة 2002، يبلغ عدد متاجرها حاليا 31 متجرا. تملك مجموعة أونا 51% من رأس مال السلسلة وأوشان الفرنسية 49%، في عام 2007 أصبحت مملوكة بشكل كامل من قبل الشركة الوطنية للاستثمار. تبلغ إيرداتها 2457.6 مليون درهم مغربي وتشغل 4125 شخص.

## قائمة الأسواق
حاليا توجد هناك 37 سوقا ممتازا تتوزع على مختلف أرجاء المغرب وهي كالتالي :
الدارالبيضاء - 2 مارس
الدارالبيضاء2 - بوسيجور
الدارالبيضاء3 - لاموني
الدارالبيضاء4 -الحرية مرس السلطان
الدارالبيضاء5 - شارع محمد 5
الدارالبيضاء6 - سيدي عتمان
الدارالبيضاء7 - توين سنتر
الدارالبيضاء8 - لهجاجمة
الدارالبيضاء9 - اميل زولا
الدارالبيضاء10 - ابن تاشفين
الدارالبيضاء11 - حي الإنارة
الدارالبيضاء12 - غاندي
الدارالبيضاء13 - برنوصي
الجديدة - ابن باديس
فاس - السعادة
فاس2 - طريق صفرو
خريبكة - زلكة
مراكش - كليز
مراكش2 -المسيرة
مراكش3 -ماجورال
الرباط -سيتي سنتر
الرباط2 - المحيط
آسفي - شارع الحسن التاني
تمارة - شارع الحسن التاني
برشيد - طريق الوطنية 114
تطوان - شارع الجيش الملكي
المضيق - الميناء الترفيهي
بني ملال - طريق مراكش
مكناس - حي الزيتون
طنجة 1- زنقة الحريري
طنجة 2 - أندالوسيا
طنجة 3 - بولفار
أيت ملول - شارع الحسن التاني طريق تزنيت (تم الإغلاق)
الرشيدية - طريق مكناس
القنيطرة 1 - طريق الرباط
القنيطرة 2 - القصبة
الحاجب 1 - طريق أزرو

## وصلات خارجية
- صفحة مرجان ماركت في موقع أسواق مرجان